# Ihab Naser
Ihab Naser, född 11 januari 1997, är en svensk fotbollsspelare som spelar för Lindome GIF.

## Karriär
Naser kom till Sverige som sjuåring och började spela fotboll i IK Kongahälla. Därefter gick han till Västra Frölunda IF och senare till Gunnilse IS. I augusti 2013 värvades Naser tillsammans med Tesfaldet Tekie till IFK Norrköping från Gunnilse. Han spelade inte något för klubben utan var främst utlånad till samarbetsklubben IF Sylvia (2014–2017).
I augusti 2017 värvades Naser av Syrianska FC. Naser gjorde sin Superettan-debut den 5 augusti 2017 i en 3–2-vinst över IK Frej, där han blev inbytt i den 82:a minuten mot Rickson Mansiamina. I augusti 2020 värvades Naser av IF Sylvia. I januari 2021 gick han till Lindome GIF.